# Louis Boudreault (violoneux)
Pour les articles homonymes, voir Louis Boudreault et Boudreault.
Louis « Pitou » Boudreault est un violoneux québécois originaire de Chicoutimi (Saguenay-Lac-Saint-Jean), principalement actif dans les années 1970.

## Biographie

### Enfance et débuts
Né en 1905 dans une famille d'origine modeste du quartier ouest de Chicoutimi appelé Le Bassin, Louis « Pitou » Boudreault s'initie au violon dès l'âge de 11 ans, notamment en apprenant le répertoire et en observant le jeu de son père, Didace Boudreault, et de son grand-oncle, Thomas Vaillancourt. La musique traditionnelle est omniprésente dans sa famille durant toute son enfance à travers les veillées de danse et de musique organisées chez ses parents.
Louis Boudreault n'aurait pas reçu d'enseignement directement de la part de son père. Cependant, dès l'âge de quinze ans, celui-ci l'invite à l'accompagner pour aller jouer lors de noces. Ils le feront ensemble durant cinq ans, après quoi le jeune Boudreault décide d'arrêter les noces en raison de l'épuisement à jouer durant des heures et de la poussière qu'il respirait dans les veillées. En parallèle, il se voit offrir gratuitement des leçons de violon classique par l'abbé Constantin, directeur de l'orchestre du Séminaire de Chicoutimi, qui le remarque en l'entendant jouer du répertoire religieux lors d'une célébration locale. Toutefois, la rigueur technique de l'abbé et son hostilité face à la musique traditionnelle amènent Boudreault à abandonner les cours, ce qu'il dira plus tard regretter.

### Âge adulte et ralentissement de la pratique
S'il cesse de se produire dans les noces, Boudreault continue de jouer lors de veillées d'amis et en famille. Au cours des années 1920, il commence une carrière de menuisier, qu'il poursuivra jusqu'à sa retraite. Dans les années 1930, il se marie avec Émilie Laberge et s'installe dans son quartier natal pour élever ses enfants.
Sur le plan musical, Louis Boudreault est exposé à de nouvelles influences durant l'âge adulte. Parmi celles-ci, l'arrivée du phonographe, qui lui permet de découvrir le style et le répertoire de plusieurs violoneux de l'époque, et particulièrement de Bernard Morin et Joseph Allard. De plus, l'arrivée de nouvelles danses américaines et le goût des jeunes pour un répertoire plus moderne, comme le Charleston et ensuite le Rock'n'roll, l'amènent à ralentir sa pratique. À partir de là, il joue surtout du violon dans des contextes privés. Il se met aussi à la lutherie vers la fin des années 1950.

### Découverte et carrière internationale
En 1971, il assiste à un concours de violoneux comme spectateur. Artistes invités, Philippe Bruneau et Gilles Losier l'encouragent à s'inscrire à la compétition, ce qu'il fait à contrecœur. Il termine avec le premier prix. Gilles Losier contacte alors le célèbre Festival folklorique Mariposa, en Ontario, où Boudreault se produira au moins six fois dans les années qui suivirent,.
La découverte par le grand public du talent de Boudreault coïncide avec le mouvement du renouveau du Folk (Folk revival) au Québec. Il remarque alors l'intérêt de la jeune génération pour sa musique, notamment dans les cégeps et les universités, et devient rapidement l'un des musiciens traditionnels québécois les plus réputés. L'authenticité de son style contribue à le faire connaître au-delà des frontières québécoises, notamment à l'est du Canada et au nord-est des États-Unis. Durant les années 1970 et en plus de ses apparitions publiques, Boudreault enregistre un album pour la maison de disque Le Tamanoir dans le cadre de la série « Portrait du vieux Kébec » en plus de faire l'objet d'un documentaire du réalisateur André Gladu (Pitou Boudreault, violoneux).
Sa dernière tournée majeure se déroule aux États-Unis en 1977. Par la suite, l'engouement pour la musique traditionnelle au Québec diminue et l'intérêt pour sa musique s'amenuise. En même temps, Boudreault souffre de problèmes de santé qui l'empêchent de jouer autant qu'avant. Vers la fin de sa vie, il ne jouait plus en public. Il décède le 7 juillet 1988, à l'âge de 83 ans

## Style et répertoire
Le style de Louis « Pitou » Boudreault se caractérise par l'usage d'accordages alternatifs et l'utilisation de cordes comme bourdons pour accompagner la mélodie. Les notes de ses mélodies sont souvent détachées les unes des autres par l'archet, leur donnant ainsi une sonorité staccato. Ses fioritures sont en général faites par l'archet, la mélodie est dont peu altérée. Il fait cependant de nombreuses variations quant à la forme ou la métrique de ses pièces.
Son répertoire est en grande partie hérité de sa famille, dont son père Didace Boudreault et son oncle, Thomas Vaillancourt, mais une partie significative provient aussi du violoneux Xavier Dallaire, originaire de Tadoussac. D'autres pièces sont des compositions personnelles ou encore proviennent d'enregistrements commerciaux de l'époque.
Le style et le répertoire de Louis « Pitou » Boudreault a notamment fait l'objet d'un mémoire de maîtrise par la violoneuse et chercheuse Lisa Ornstein.

### Compositions et adaptations
- Reel du pont flottant
- Reel à mon gibard
- Reel d'Alexis le trotteur
- Reel de la pêche aux capelans
- Reel du capitaine du 22e
- La traverse du Saguenay
- Sans titre. Deuxième pièce d'un medley

### Répertoire musical de Xavier Dallaire
- La galope du père Xavier Dallaire
- Air de reel, appelé aussi le Grizzly
- Galope des bergeronnes
- Brandy de Xavier Dallaire
- Set carré
- Reel à Cédulie

### Répertoire musical familial
- Brandy des Vaillancourt
- Le grand triomphe
- La cardeuse
- Gigue à Philibert
- Reel à neuf
- Gigue à Médée, ou Gigue à Tommy
- Gigue à Célina
- Gigue à ma marraine Alfréda
- Reel de ma grand-mère Odile Boudreault
- La pêcheuse
- Cotillon américain
- Gigue à ma grand-mère Boudreault
- Le batteux, reel de mon père Didace Boudreault
- La petteuse, ou Le bobelo, ou Reel des enfants
- Casse-reel à mon père Didace Boudreault

## Discographie

### 33 tours
- Portrait du Vieux Kébec, Saguenay-Lac-Saint-Jean - Louis « Pitou » Boudreault, violoneux, Le Tamanoir TAM-512, 1974[5]
- Portrait du Vieux Kébec, Saguenay-Lac-Saint-Jean - Louis « Pitou » Boudreault, violoneux, Volume 2, Le Tamanoir OP-219-A YC, 1974[6]
- Les Sets Carrés du Québec, Le Tamanoir TAM-27023[7]
- Louis "Pitou" Boudreault violoneux Musique et danse traditionnelle du Saguenay-Lac-Saint-Jean Réédition de OP-229 ET TAM 512 Production :Le Tamanoir 1978
- Les Reels du Québec, Le Tamanoir TAM 27025, 1979[8]
- Louis Boudreault : Old Time Fiddler from Chicoutimi, Quebec, Voyager VRLP-322-5, 1977[9]
- Saguenay-Lac-Saint-Jean, région 02, Géographie sonore du Québec PAT 2000, 1982[10]

### Disques compacts
- Les Quadrilles, Sets Carrés, Le Tamanoir MTCD-1801-2, 1989[11]
- Louis Boudreault, Musique traditionnelle du Québec, Le Tamanoir B01KAPFR7U, 1989
- Par ici la visite !, Société Radio-Canada SRCCD2411, 2014[12]

## Filmographie
- Pitou Boudreault, Violoneux. La série Le son des Français d'Amérique, réal. Michel Brault et André Gladu, 1975[13]
- La veillée des veillées, réal. Bernard Gosselin[14]
- Le reel du pendu, réal. André Gladu[15]